# Luisa Adelaide di Borbone-Condé
Luisa Adelaide (Louise-Adélaïde) di Borbone-Condé (Chantilly, 5 ottobre 1757 – Parigi, 10 marzo 1824) è stata una religiosa francese.

## Biografia
Era figlia di Luigi Giuseppe di Borbone-Condé e di Carlotta di Rohan-Soubise, figlia di Carlo di Rohan-Soubise: dopo la morte della madre (1760), venne educata dalla prozia Enrichetta di Borbone-Condé, badessa benedettina di Beaumont-lès-Tours, e completò la sua formazione presso le monache bernardine di Panthémont.
A corte, strinse una profonda amicizia con la principessa Clotilde, futura regina di Sardegna. Si pensò di combinare il suo matrimonio con Carlo Filippo, conte di Artois, ma il progetto fallì.
Fece costruire a Parigi l'Hôtel de Condé, dove ospitò personalità illustri come il futuro zar Paolo I. Venne poi eletta badessa del nobile capitolo delle canonichesse di Remiremont ma, allo scoppio della Rivoluzione francese, nel 1789 si rifugiò a Torino presso la principessa Clotilde e nel 1793 si stabilì a Friburgo.
Iniziò il postulantato presso le Cappuccine di Torino e poi presso le Trappiste di Sembrancher, dove prese il velo nel 1797: essendo minacciata la sopravvivenza dell'ordine anche in Svizzera, Luisa Adelaide ricorse alla sua amicizia con lo zar Paolo I per consentire all'abate Agostino de Lestrange di fondare monasteri trappisti in Polonia e Bielorussia, dove lei stessa si trasferì.
Nel 1799 lasciò il noviziato trappista di Orša e nel 1801 entrò tra le Benedettine dell'Adorazione Perpetua a Varsavia, presso le quali prese i voti il 21 settembre 1802 con il nome di Maria Giuseppa della Misericordia.
Dopo la Restaurazione tornò in Francia. Luigi XVIII le concesse un'antica proprietà dei templari a Parigi e il 2 dicembre 1816 Luisa Adelaide vi fondò il monastero di Saint-Louis du Temple, di cui fu priora fino alla morte. La comunità si trasferì poi in rue Monsieur e infine, nel 1951, a Vauhallan, dove vennero traslate anche le spoglie della fondatrice.

## Ascendenza
|                                         |                        |                                                    | Genitori                                         |  |  | Nonni |  |  | Bisnonni                   |  |  | Trisnonni                          |  |
|                                         |                        |                                                    |                                                  |  |  |       |  |  | Luigi III di Borbone-Condé |  |  | Enrico III Giulio di Borbone-Condé |  |
|                                         |                        |                                                    |                                                  |  |  |       |  |  | Luigi III di Borbone-Condé |  |  | Enrico III Giulio di Borbone-Condé |  |
|                                         |                        | Anna Enrichetta del Palatinato                     |                                                  |  |  |       |  |  | Luigi III di Borbone-Condé |  |  |                                    |  |
| Luigi-Enrico di Borbone-Condé           |                        |                                                    |                                                  |  |  |       |  |  | Luigi III di Borbone-Condé |  |  |                                    |  |
|                                         |                        | Luisa Francesca di Borbone-Francia                 | Luigi XIV di Francia                             |  |  |       |  |  |                            |  |  |                                    |  |
|                                         |                        | Luisa Francesca di Borbone-Francia                 | Luigi XIV di Francia                             |  |  |       |  |  |                            |  |  |                                    |  |
|                                         |                        | Luisa Francesca di Borbone-Francia                 | Madame de Montespan                              |  |  |       |  |  |                            |  |  |                                    |  |
| Luigi-Giuseppe di Borbone-Condé         |                        | Luisa Francesca di Borbone-Francia                 |                                                  |  |  |       |  |  |                            |  |  |                                    |  |
|                                         |                        | Ernesto Leopoldo d'Assia-Rotenburg                 | Guglielmo d'Assia-Rotenburg                      |  |  |       |  |  |                            |  |  |                                    |  |
|                                         |                        | Ernesto Leopoldo d'Assia-Rotenburg                 | Guglielmo d'Assia-Rotenburg                      |  |  |       |  |  |                            |  |  |                                    |  |
|                                         |                        | Ernesto Leopoldo d'Assia-Rotenburg                 | Eleonora Maria di Löwenstein-Wertheim-Rochefort  |  |  |       |  |  |                            |  |  |                                    |  |
| Carolina d'Assia-Rotenburg              |                        | Ernesto Leopoldo d'Assia-Rotenburg                 |                                                  |  |  |       |  |  |                            |  |  |                                    |  |
|                                         |                        | Maria Anna di Löwenstein-Wertheim-Rochefort        | Maximilian Karl zu Löwenstein-Wertheim-Rochefort |  |  |       |  |  |                            |  |  |                                    |  |
|                                         |                        | Maria Anna di Löwenstein-Wertheim-Rochefort        | Maximilian Karl zu Löwenstein-Wertheim-Rochefort |  |  |       |  |  |                            |  |  |                                    |  |
|                                         |                        | Maria Anna di Löwenstein-Wertheim-Rochefort        | Polissena Maria Khuen von Lichtenberg und Belasi |  |  |       |  |  |                            |  |  |                                    |  |
| Luisa Adelaide di Borbone-Condé         |                        | Maria Anna di Löwenstein-Wertheim-Rochefort        |                                                  |  |  |       |  |  |                            |  |  |                                    |  |
|                                         | Jules de Rohan-Soubise | Hercule Mériadec de Rohan                          |                                                  |  |  |       |  |  |                            |  |  |                                    |  |
|                                         | Jules de Rohan-Soubise | Hercule Mériadec de Rohan                          |                                                  |  |  |       |  |  |                            |  |  |                                    |  |
|                                         | Jules de Rohan-Soubise | Anne Geneviève de Lévis                            |                                                  |  |  |       |  |  |                            |  |  |                                    |  |
| Carlo di Rohan-Soubise                  | Jules de Rohan-Soubise |                                                    |                                                  |  |  |       |  |  |                            |  |  |                                    |  |
|                                         |                        | Anne Julie de Melun                                | Luigi I di Melun, principe d'Epinoy              |  |  |       |  |  |                            |  |  |                                    |  |
|                                         |                        | Anne Julie de Melun                                | Luigi I di Melun, principe d'Epinoy              |  |  |       |  |  |                            |  |  |                                    |  |
|                                         |                        | Anne Julie de Melun                                | Elisabetta Teresa di Lorena                      |  |  |       |  |  |                            |  |  |                                    |  |
| Carlotta di Rohan-Soubise               |                        | Anne Julie de Melun                                |                                                  |  |  |       |  |  |                            |  |  |                                    |  |
|                                         |                        | Emanuele Teodosio de La Tour d'Auvergne            | Goffredo Maurizio de La Tour d'Auvergne          |  |  |       |  |  |                            |  |  |                                    |  |
|                                         |                        | Emanuele Teodosio de La Tour d'Auvergne            | Goffredo Maurizio de La Tour d'Auvergne          |  |  |       |  |  |                            |  |  |                                    |  |
|                                         |                        | Emanuele Teodosio de La Tour d'Auvergne            | Maria Anna Mancini                               |  |  |       |  |  |                            |  |  |                                    |  |
| Anne Marie Louise de La Tour d'Auvergne |                        | Emanuele Teodosio de La Tour d'Auvergne            |                                                  |  |  |       |  |  |                            |  |  |                                    |  |
|                                         |                        | Anna Maria Cristina de Simiane de Moncha de Gordes | Francesco Luigi de Simiane di Moncha             |  |  |       |  |  |                            |  |  |                                    |  |
|                                         |                        | Anna Maria Cristina de Simiane de Moncha de Gordes | Francesco Luigi de Simiane di Moncha             |  |  |       |  |  |                            |  |  |                                    |  |
|                                         |                        | Anna Maria Cristina de Simiane de Moncha de Gordes | Anna Teresa de Simiane de Gordes                 |  |  |       |  |  |                            |  |  |                                    |  |
|                                         |                        | Anna Maria Cristina de Simiane de Moncha de Gordes |                                                  |  |  |       |  |  |                            |  |  |                                    |  |